# Markel Bergara
Markel Bergara Larrañaga (ur. 5 maja 1986 w Elgoibar) – hiszpański piłkarz grający na pozycji pomocnika.

## Kariera klubowa
Bergara jest wychowankiem Realu Sociedad. Dwukrotnie był wypożyczany do drugoligowych klubów, SD Eibar i UD Vecindario; oba kluby spadły z ligi, gdy Markel w nich grał.
4 września 2007 roku zadebiutował w Realu, w przegranym 0-1 meczu z UD Las Palmas w Pucharze Hiszpanii. Zagrał tylko 4 mecze w tym sezonie, w drugiej lidze.
W sezonie 2009-10 rozegrał 19 spotkań. Baskijski klub wywalczył awans do La Liga po trzech latach absencji. 13 września 2010 roku zadebiutował w La Liga w meczu z UD Almería.

### Statystyki klubowe
| Sezon   | Klub                 | Kraj      | Liga             | Mecze | Bramki | Puchar Kraju | Mecze | Bramki | Rozgrywki Europy   | Mecze | Bramki |
| ------- | -------------------- | --------- | ---------------- | ----- | ------ | ------------ | ----- | ------ | ------------------ | ----- | ------ |
| 2003/04 | Real Saragossa       | Hiszpania | Primera División | 0     | 0      | -            | -     | -      | -                  | -     | -      |
| 2004/05 | Real Saragossa       | Hiszpania | Primera División | 0     | 0      | -            | -     | -      | -                  | -     | -      |
| 2005/06 | SD Eibar (wyp.)      | Hiszpania | Segunda División | 25    | 0      | -            | -     | -      | -                  | -     | -      |
| 2006/07 | UD Vecindario (wyp.) | Hiszpania | Segunda División | 18    | 0      | -            | -     | -      | -                  | -     | -      |
| 2007/08 | Real Sociedad        | Hiszpania | Segunda División | 4     | 0      | -            | -     | -      | -                  | -     | -      |
| 2008/09 | Real Sociedad        | Hiszpania | Segunda División | 26    | 0      | -            | -     | -      | -                  | -     | -      |
| 2009/10 | Real Sociedad        | Hiszpania | Segunda División | 19    | 0      | -            | -     | -      | -                  | -     | -      |
| 2010/11 | Real Sociedad        | Hiszpania | Primera División | 19    | 0      | -            | -     | -      | -                  | -     | -      |
| 2011/12 | Real Sociedad        | Hiszpania | Primera División | 11    | 0      | -            | -     | -      | -                  | -     | -      |
| 2012/13 | Real Sociedad        | Hiszpania | Primera División | 28    | 0      | Puchar Króla | 1     | 0      | -                  | -     | -      |
| 2013/14 | Real Sociedad        | Hiszpania | Primera División | 32    | 0      | Puchar Króla | 1     | 0      | Liga Mistrzów UEFA | 5     | 0      |
| 2014/15 | Real Sociedad        | Hiszpania | Primera División | 30    | 1      | Puchar Króla | 1     | 0      | -                  | -     | -      |
| 2015/16 | Real Sociedad        | Hiszpania | Primera División | 20    | 1      | -            | -     | -      | -                  | -     | -      |
| 2016/17 | Real Sociedad        | Hiszpania | Primera División | 6     | 0      | -            | -     | -      | -                  | -     | -      |
| 2017/18 | Getafe CF            | Hiszpania | Primera División | 18    | 4      | -            | -     | -      | -                  | -     | -      |
| 2018/19 | Getafe CF            | Hiszpania | Primera División | 3     | 0      | -            | -     | -      | -                  | -     | -      |
| 2019/20 | Getafe CF            | Hiszpania | Primera División | 2     | 0      | -            | -     | -      | -                  | -     | -      |